# Varpasaari (ö i Kajanaland, Kehys-Kainuu, lat 64,29, long 29,47)
Varpasaari är en ö i Finland. Den ligger i sjön Lentua och i kommunen Kuhmo i den ekonomiska regionen  Kehys-Kainuu  och landskapet Kajanaland, i den centrala delen av landet, 500 km nordost om huvudstaden Helsingfors. Öns area är 3,9 hektar och dess största längd är 350 meter i sydöst-nordvästlig riktning.